# Marius Domon

a Compétitions nationales et continentales officielles uniquement.

b Matchs officiels uniquement.
Dernière mise à jour le 1 février 2023.
Marius Domon, né le 13 juin 2002, est un joueur français de rugby à XV, jouant au poste d'arrière au RC Toulon.

## Biographie
Marius Domon débute la pratique du rugby en 2008, au sein des Barracudas de Saint-Barthélémy. A 14 ans, il attire le regard du pôle Outre-mer de Guadeloupe, dont il intègre les rangs. Avec la sélection guadeloupéenne, il remporte le titre Antilles Guyane en 2016. La même année, il intègre le Rugby Club du Levant de Saint-François pour une saison, avant d'être repéré par le RC Toulon. Il intègre le club de métropole en cadet, puis gravit les échelons au sein du club. En 2019, il est convoqué pour une détection fédérale à Tours dans le but de préparer le futur de l'équipe de France de rugby à sept.
En février 2021, l'équipe première du RC Toulon est en difficulté sur le poste de demi d'ouverture. Anthony Belleau est blessé au genou, Louis Carbonel et Baptiste Serin sont en équipe de France et Duncan Paia'aua est suspendu. Les entraîneurs Patrice Collazo et Julien Dupuy font ainsi monter Marius Domon en équipe première pour l'entraînement. Mais il n'est pas lancé chez les professionnels lors du match face au Stade rochelais, le staff préférant titulariser le centre Isaia Toeava, soutenu par Ma'a Nonu, pour un résultat décevant (défaite 11-29). La semaine suivante face à la Section paloise, Toeava est de nouveau titulaire. Mais Marius Domon est apparu sur la feuille de match pour suppléer l'ouvreur titulaire. Il entre en jeu en cours de deuxième mi-temps, et participe au succès de son équipe à Pau. Il ne peut pas enchaîner le week-end suivant, étant entre-temps contrôlé positif à la Covid-19.
Le 17 avril 2025, son club annonce la signature de son premier contrat professionnel pour les trois saisons à venir, soit jusqu'en 2028.